# Guillaume Rippert
Guillaume Rippert (ur. 30 kwietnia 1985 w Paryżu) – francuski piłkarz występujący na pozycji obrońcy w klubie SO Cholet.

## Kariera klubowa
Karierę zawodową Rippert rozpoczął w 2004 roku, zostając zawodnikiem FC Nantes. Rippert nie zdołał jednak zagrać żadnego meczu w drużynie, w której był też przez pewien czas zawodnikiem juniorskim. Sezon 2005/2006 spędził na wypożyczeniu w Valenciennes FC, z którym awansował z Ligue 2 do Ligue 1. Następnie Rippert podpisał kontrakt z Valenciennes, a w dwóch następnych sezonach rozegrał tam 51 ligowych spotkań.
Po zakończeniu sezonu 2007/2008, Rippert przeniósł się do FC Metz, który grał w Ligue 2. Zagrał tam w 17 meczach, opuszczając klub po zakończeniu sezonu 2008/2009. W 2009 roku Metz sfinalizowało transfer Ripperta do Evianu (Championnat National). W sezonie 2009/2010 awansował wraz z nim do Ligue 2. 29 października 2010 w zremisowanym 1:1 meczu z FC Istres strzelił swoją pierwszą bramkę w zawodowej karierze. W sezonie 2010/2011 Rippert wraz z Evian awansował do Ligue 1. W sezonie 2011/2012 rozegrał 11 spotkań w lidze, a klub uplasował się na 9. pozycji w tabeli Ligue 1. 
W 2012 roku przeszedł do niemieckiego klubu Energie Cottbus, grającego w 2. Bundeslidze. Następnie występował w zespołach Stade Lavallois, FC Lausanne-Sport, Petrolul Ploeszti oraz SO Cholet.
W Ligue 1 rozegrał 62 spotkania.

## Kariera reprezentacyjna
W 2005 roku Rippert rozegrał 2 mecze w reprezentacji Francji do lat 21.